# Steve Bacic
Steve Bacic, pseudonimo di Stjepan Bačić (Lisičić, 13 marzo 1965), è un attore croato naturalizzato canadese.
È noto al pubblico per aver interpretato il ruolo di Telemachus Rhade nella serie televisiva Andromeda.

## Biografia
La sua famiglia emigrò dalla Jugoslavia quando lui aveva solamente due anni e mezzo; cresce a Windsor, in Canada.
Durante un viaggio a Vancouver, Canada, viene incuriosito dalla produzione televisiva e cinematografica. Dopo un anno comincia a prendere lezioni di recitazione, gli stessi studi che più avanti gli permetteranno di incontrare stelle nascenti del cinema americano come Ethan Hawke con cui gira qualche film. Fu contattato per leggere una piccola parte nella quinta stagione di I quattro della scuola di polizia, ma ottenne il ruolo di guest star. Ha curato, scritto, prodotto e interpretato un film indipendente dal titolo Teacher.

### Vita privata
È sposato con Carolin ed ha 3 figli.

## Filmografia

### Cinema
- Occhio al testimone (Another Stakeout), regia di John Badham (1993)
- Deadly Sins, regia di Michael Robison (1995)
- Il sesto giorno (The 6th Day), regia di Roger Spottiswoode (2000)
- L.A.P.D. Linea spezzata (L.A.P.D.: To Protect and to Serve), regia di Ed Anders (2001)
- The Shipment, regia di Alex Wright (2001)
- Ballistic, regia di Kaos (2002)
- X-Men 2, regia di Bryan Singer (2003)
- Firefight, regia di Paul Ziller (2003)
- Il mio ragazzo è un bastardo (John Tucker Must Die), regia di Betty Thomas (2006)
- Tutte pazze per Charlie (Good Luck Chuck), regia di Mark Helfrich (2007)
- Afghan Knights, regia di Allan Harmon (2007)
- Odysseus & the Isle of Mists, regia di Terry Ingram (2008)
- The Final Storm, regia di Uwe Boll (2010)
- Tactical Force, regia di Adamo P. Cultraro (2011)
- 5 Souls, regia di Brett Donowho (2013)
- A Haunting at Silver Falls, regia di Brett Donowho (2013)
- Killing Gunther, regia di Taran Killam (2017)

### Televisione
- I quattro della scuola di polizia (21 Jump Street) – serie TV, episodio 5x19 (1991)
- Street Justice – serie TV, episodi 2x01-2x03-2x12 (1991-1992)
- Born to Run, regia di Albert Magnoli – film TV (1993)
- M.A.N.T.I.S. – serie TV, episodio 1x02 (1994)
- Il commissario Scali (The Commish) – serie TV, episodio 3x15 (1994)
- Marshal (The Marshal) – serie TV, episodio 1x09 (1995)
- She Stood Alone: The Tailhook Scandal, regia di Larry Shaw – film TV (1995)
- In the Lake of the Woods, regia di Carl Schenkel – film TV (1996)
- Viper – serie TV, episodi 1x06-3x04 (1996)
- Highlander – serie TV, episodio 5x07 (1996)
- Profit – serie TV, episodi 1x04-1x07 (1996-1997)
- Millennium – serie TV, episodio 1x16 (1997)
- Oltre i limiti (The Outer Limits) – serie TV, episodi 2x07-3x01 (1996-1997)
- Sentinel (The Sentinel) – serie TV, episodio 3x15 (1998)
- X-Files – serie TV, episodi 2x23-3x17-5x19 (1995-1998)
- La crociera della paura (Voyage of Terror), regia di Brian Trenchard-Smith – film TV (1998)
- Da Vinci's Inquest – serie TV, episodio 1x02 (1998)
- The Net – serie TV, episodio 1x10 (1998)
- First Wave – serie TV, episodio 1x16 (1998)
- Night Man – serie TV, episodio 2x21 (1999)
- Nel centro del pericolo (Heaven's Fire), regia di David Warry-Smith – film TV (1999)
- Tesoro, mi si sono ristretti i ragazzi: La serie (Honey, I Shrunk the Kids: The TV Show) – serie TV, episodio 3x01 (1999)
- Cold Feet – serie TV, episodio 1x02 (1999)
- Il richiamo della foresta (Call of the Wild) – serie TV, episodio 1x12 (2000)
- Pianeta Terra - Cronaca di un'invasione (Earth: Final Conflict) – serie TV, episodio 3x16 (2000)
- Quarantine-virus letale, regia di Chuck Bowman – film TV (2000)
- Night Visions – serie TV, episodio 1x16 (2001)
- Los Luchadores – serie TV, episodio 1x15 (2001)
- Dark Angel – serie TV, episodio 1x19 (2001)
- BeastMaster – serie TV, episodio 2x12 (2001)
- Smallville – serie TV, episodi 1x00-1x01-9x10 (2001-2010)
- Just Cause – serie TV, episodio 1x05 (2002)
- Body & Soul – serie TV, episodio 1x03 (2002)
- Adventure Inc. – serie TV, episodio 1x01 (2002)
- Beyond Belief: Fact or Fiction (Beyond Belief) – serie TV, episodio 4x09 (2002)
- Jeremiah – serie TV, episodio 1x15 (2002)
- Mysterious Ways – serie TV, episodio 2x22 (2002)
- The Associates – serie TV, episodi 2x04-2x03 (2002)
- Just Deal – serie TV, 4 episodi (2001-2002)
- Mutant X – serie TV, episodio 2x13 (2003)
- The Twilight Zone – serie TV, episodio 1x34 (2003)
- Threshold, regia di Chuck Bowman – film TV (2003)
- Black Sash – serie TV, episodio 1x02 (2003)
- Encrypt, regia di Oscar L. Costo – film TV (2003)
- Out of Order – serie TV, 1 episodio (2003)
- Stargate SG-1 – serie TV, 5 episodi (2000-2004)
- The Colt, regia di Yelena Lanskaya – film TV (2005)
- Andromeda – serie TV, 45 episodi (2000-2005)
- Il mio vicino è Babbo Natale (Deck the Halls), regia di George Mendeluk – film TV (2005)
- Masters of Horror – serie TV, episodio 1x12 (2006)
- Safe Harbor, regia di Mark Griffiths – film TV (2006)
- Romeo! – serie TV, episodio 3x11 (2006)
- Blade - La serie (Blade: The Series) – serie TV, episodi 1x04-1x05 (2006)
- Psych – serie TV, episodio 1x04 (2006)
- Whistler – serie TV, episodi 1x05-1x06-1x07 (2006)
- Three Moons Over Milford – serie TV, episodio 1x8 (2006)
- La fabbrica del Natale (All She Wants for Christmas), regia di Ron Oliver – film TV (2006)
- E.R. - Medici in prima linea (ER) – serie TV, episodio 13x18 (2007)
- CSI: Miami – serie TV, episodio 5x20 (2007)
- Blood Ties – serie TV, episodio 2x01 (2007)
- Flash Gordon – serie TV, 4 episodi (2007)
- Battlestar Galactica: Razor, regia di Félix Enríquez Alcalá – film TV (2007)
- The Guard – serie TV, 22 episodi (2008-2009)
- Supernatural – serie TV, episodio 5x08-15x15 (2009-2020)
- Cra$h & Burn – serie TV, 9 episodi (2009-2010)
- NCIS: Los Angeles – serie TV, episodio 1x23 (2010)
- The Listener – serie TV, episodio 2x13 (2011)
- Endgame – serie TV, episodio 1x04 (2011)
- Big Love – serie TV, 6 episodi (2010-2011)
- Arctic Air – serie TV, episodio 1x02 (2012)
- XIII (XIII: The Series) – serie TV, episodio 2x06 (2012)
- Flashpoint – serie TV, episodio 5x08 (2012)
- Ghost Storm, regia di Paul Ziller – film TV (2012)
- The Selection, regia di Mark Piznarski – film TV (2012)
- Cracked – serie TV, 1 episodio (2012)
- Fatal Performance, regia di George Erschbamer – film TV (2013)
- Garage Sale Mystery – serie TV, 15 episodi (2014-2019)
- Arrow – serie TV, 1 episodio (2017)
- Quel piccolo grande miracolo di Natale (Once Upon a Christmas Miracle), regia di Gary Yates – film TV (2018)
- Motherland: Fort Salem – serie TV, 1 episodio (2020)
- Mistery 101 - Diploma in omicidi (Mistery 101 - An education in murder) - serie di film tv, episodio 5 (2020)
- Virgin River – serie TV, 4 episodi (2020)
- Maid - miniserie televisiva, ep. 9 e 10 (2021)

## Riconoscimenti
- Leo Awards
  - 2008 – Candidatura per la migliore prestazione maschile per la serie televisiva The Guard
  - 2009 – Candidatura per la migliore prestazione maschile per la serie televisiva The Guard

## Doppiatori italiani
Nelle versioni in italiano delle opere in cui ha recitato, Steve Bacic è stato doppiato da:
- Alberto Bognanni in L.A.P.D. - Linea spezzata, Psych
- Davide Marzi in Fatal Performance, Virgin River
- Enrico Pallini in X-Files (ep. 3x17)
- Valerio Sacco in X-Files (ep. 5x19)
- Simone Mori in Stargate SG-1
- Enrico Di Troia in Andromeda
- Francesco Bulckaen in Millennium
- Marco De Risi in Smallville (ep. 1x01)
- Gaetano Varcasia in Smallville (ep. 9x10)
- Francesco Pezzulli in CSI: Miami
- Domenico Strati in Supernatural (ep. 5x08)
- Roberto Pedicini in E.R. - Medici in prima linea
- Tony Sansone in NCIS: Los Angeles
- Alessandro Maria D'Errico in Garage Sale Mystery
- Alberto Caneva in Arrow
- Massimo Bitossi in Quando chiama il cuore
- Dario Oppido in Mistery 101
- Gianluca Machelli in Maid
- Riccardo Ricobello in Tracker